# Equetus punctatus

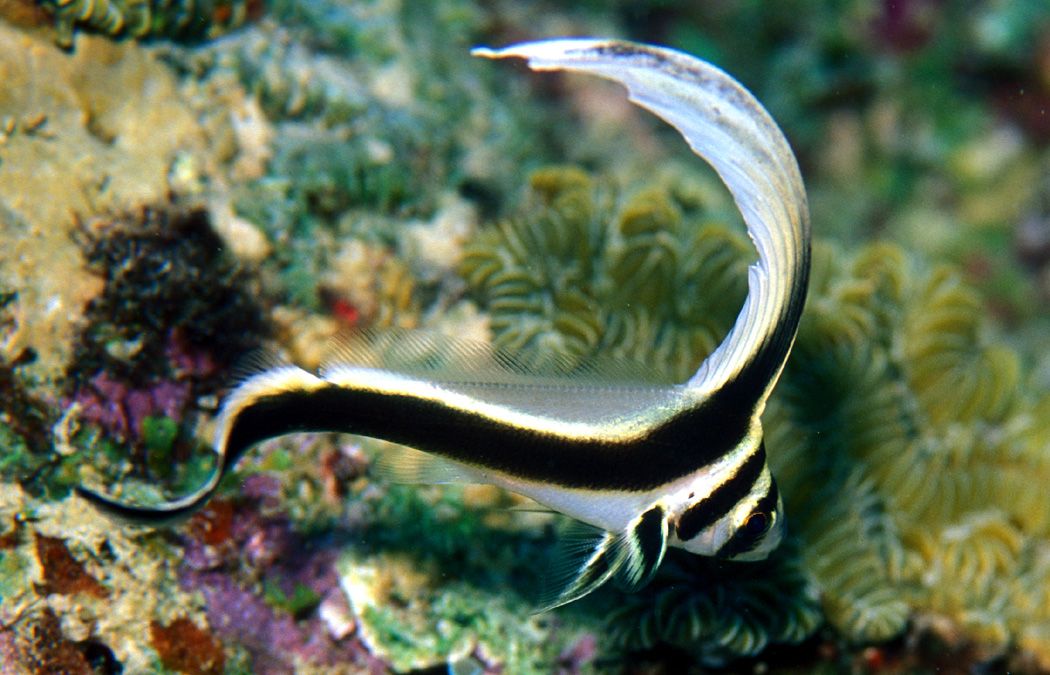
Aleví d'Equetus punctatus

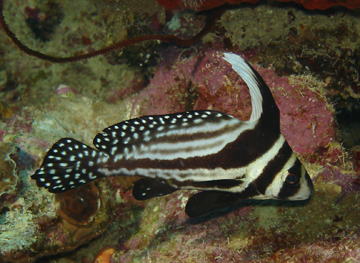
Equetus punctatus

Equetus punctatus és una espècie de peix de la família dels esciènids i de l'ordre dels perciformes.

## Morfologia
- Els mascles poden assolir 27 cm de longitud total.[2][3]

## Alimentació
Menja de nit crancs, gambes i poliquets.

## Hàbitat
És un peix marí, de clima tropical (32°N-33°S) i associat als esculls de corall que viu entre 3-30 m de fondària.

## Distribució geogràfica
Es troba a l'oceà Atlàntic occidental: des de Bermuda, Florida (els Estats Units) i les Bahames fins a les Antilles i, també, des del Yucatán (Mèxic) fins al Brasil.

## Observacions
- N'hi ha informes d'enverinament per ciguatera.[29]
- Ha estat criat en captivitat.[30]